# Bossteenuil
De bossteenuil ( Athene blewitti synoniem:Heteroglaux blewitti) is een vogel uit de familie Strigidae (uilen). Het is een bedreigde, endemische vogelsoort uit India die na meer dan honderd jaar opnieuw werd ontdekt.

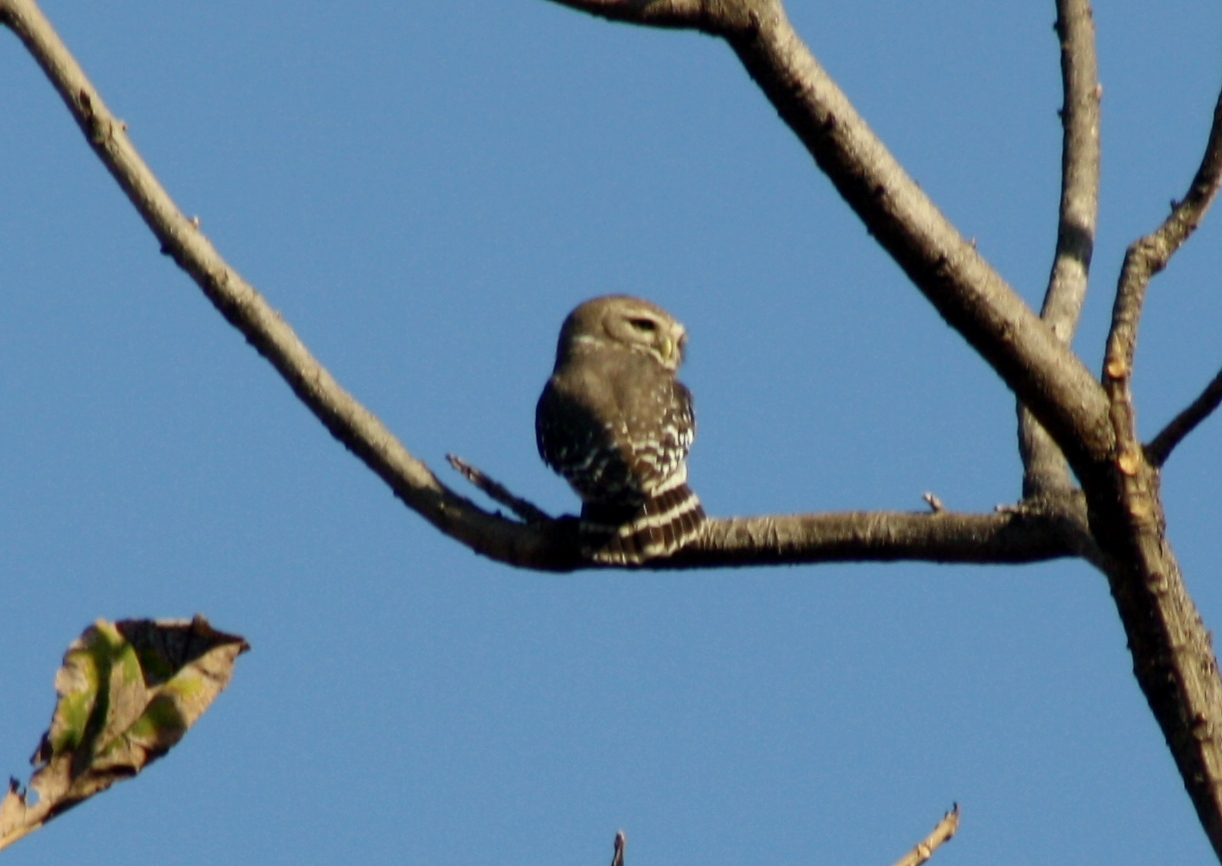
Bossteenuil in het tijgerreservaat in Maharashtra. De brede banden op de staart zijn goed zichtbaar.

## Kenmerken
De vogel is 23 cm lang. Deze uil lijkt sterk op de Brahmaanse steenuil maar de bossteenuil heeft brede dwarsbanden op de staart en een egaal gekleurde kruin.

## Verspreiding en leefgebied
Deze soort is endemisch in Midden-India in het noorden van de deelstaat Maharashtra, het zuidwesten van Madhya Pradesh en het westen van Odisha. Het is een standvogel en het leefgebied bestaat uit half open loofbos met vooral de teakboom (Tectona grandis).

## Status
De bossteenuil heeft een verbrokkeld verspreidingsgebied en daardoor is de kans op uitsterven aanwezig. De grootte van de populatie werd in 2017 door BirdLife International geschat op 250-1000 volwassen individuen. Tot 1997 waren er alleen de waarnemingen en museumcollecties uit de 19de eeuw en wat onbevestigde waarnemingen. In 1997 werd overtuigend aangetoond dat de uil nog voorkwam in het noordwesten van Maharashtra. Daarna volgden meer waarnemingen in deelstaten in Midden-India. Het leefgebied is echter omringd door intensief gebruikt bouwland en irrigatieprojecten waarbij bos verloren raakt. Daarnaast bestaat er jacht op uilen en worden de knaagdieren vergiftigd, wat mogelijk schadelijk is voor uilen. Om deze redenen staat deze soort als bedreigd op de Rode Lijst van de IUCN.